# Neon Genesis Evangelion: Iron Maiden
Shin Seiki Evangelion: Kōtetsu no Girlfriend (jap. 新世紀エヴァンゲリオン 鋼鉄のガールフレンド Shin Seiki Evangelion: Kōtetsu no Gārufurendo; ang. Neon Genesis Evangelion: Girlfriend of Steel, na okładce Neon Genesis Evangelion: Iron Maiden) – japońska powieść wizualna bazującą na anime/mandze Gainaksu Neon Genesis Evangelion.
Fabuła gry toczy się jeszcze przed atakiem jedenastego anioła Iruel’a na siedzibę NERV, a więc i przed tym gdy Toji okazał się być czwartym dzieckiem. Pewnego miłego dnia nasi bohaterowie dowiadują się, iż do ich klasy ma przyjść jakaś „nowa”. Shinji jak i Rei niebyt zawracają sobie tym głowę, lecz Asuka chce się bliżej przyjrzeć tej sprawie. Nową dziewczyną okazuje się być Mana Kirishima, rudowłosa dziewczyna o niebieskich oczach, która z inicjatywy nauczyciela siada koło Shinji’ego.
W kwietniu 2006 r., została wydana „Specjalna” edycja na konsolę PS2, z okazji dziesięciolecia serii Evangelion, z dodatkowymi scenami i nowym interface’em. Wersja PC została wydana we wrześniu 2006 r.

## Inne wersje językowe
Gra została wydana jedynie w Japonii i jak na razie nie doczekała się innej wersji językowej jak japońska.
Jednak fani serii wydali Fanowskie tłumaczenie dostępne w internecie w języku angielskim.